# Hiếu Nhơn
Hiếu Nhơn là một xã cũ thuộc huyện Vũng Liêm, tỉnh Vĩnh Long, Việt Nam.

## Địa lý
Xã Hiếu nhơn là một xã phía nam huyện Vũng Liêm. Xã Hiếu Nhơn có lãnh thổ hình chữ nhật nghiên, có vị trí địa lý: 
- Phía đông bắc giáp xã Trung An
- Phía bắc giáp xã Hiếu Thuận
- Phía tây bắc giáp xã Xuân Hiệp, huyện Trà Ôn
- Phía tây giáp xã Hoà Bình, huyện Trà Ôn
- Phía tây nam giáp xã Thới Hòa, huyện Trà Ôn
- Phía nam giáp xã Hiếu Thành
- Phía đông nam giáp xã An Trường A, huyện Càng Long, tỉnh Trà Vinh
- Phía đông giáp xã Mỹ Cẩm, huyện Càng Long, tỉnh Trà Vinh.

Xã Hiếu Nhơn có diện tích 18,18 km², dân số năm 1999 là 9366 người, mật độ dân số đạt 515 người/km².

### Dân cư
Theo điều tra dân số năm 1999 xã có 9.366 người với mật độ trên 515 người/km². Chủ yếu là dân tộc Kinh, ngoài ra còn có một số hộ người Hoa sống tại trung tâm chợ.
Xã Hiếu Nhơn cách trung tâm huyện 16 km dọc theo đường Tỉnh 906 và Quốc lộ 53 về hướng nam, cách tỉnh lỵ Vĩnh Long 34 km về phía tây bắc. 

### Đất đai sông ngòi
Là một xã thuộc tỉnh Vĩnh Long, Hiếu Nhơn mang đặc điểm cũng vùng Đồng bằng sông nước với kênh ngòi chằng chịt, xã có các kênh như rạch Bưng Trường chảy xuyên trung tâm xã, sông Nhà Đài là đường phân cách xã với xã Hiếu Thuận và Trung An, kênh Ngã Hậu phía đông với xã Mỹ Cẩm ngoài ra còn có hệ thống các kênh thủy lợi khác dẫn vào ruộng phục vụ nông nghiệp.

## Lịch sử
Có lịch sử khẩn hoang cùng với các vùng đất Vũng Liêm.
Từ ngày 25 tháng 1 năm 1908, thay đổi hành chánh tỉnh Vĩnh Long, lúc bấy giờ địa giới xã thuộc tổng Bình Hiếu.
Thời Quốc gia Việt Nam, xã có tên là Hiếu Thành gồm 3 xã Hiếu Nhơn, Hiếu Thành, Hiếu Nghĩa ngày nay. trải qua nhiều giai đoạn chính quyền Việt Nam Cộng Hòa cho đổi tên, sáp nhập, chia tách xã cũng như huyện Vũng Liêm cho các tỉnh: Ngày 09 tháng 2 năm 1956 lập tỉnh Tam Cần, Vũng Liêm là quận thuộc Tam Cần; sang 1957 sáp nhập Tam Cần vào Vĩnh Bình, Vũng Liêm thuộc tỉnh Vĩnh Bình; đến năm 1965 giải thể đơn vị hành chính tổng; năm 1967 trả Vũng Liêm về tỉnh Vĩnh Long như cũ. Sau ngày Thống nhất 30 tháng 4 năm 1975, xã giữ tên cũ Hiếu Thành thuộc huyện Vũng Liêm, tỉnh Cửu Long (gồm Vĩnh Long và Trà Vinh nay) vào tháng 2 năm 1976.
Không biết từ khi nào nhân dân gọi trung tâm xã là Nhà Đài địa danh này gắn liền với vùng đất, con sông chiếc cầu nơi đây, nó còn như là một cái tên hoài niệm về thời kỳ gian khổ mà anh hùng khi xưa.
Ngày 26 tháng 12 năm 1985, Xã Hiếu Thành được chia làm 3 xã là Hiếu Nhơn (có khu trung tâm xã cũ), Hiếu Thành (ở giữa), Hiếu Nghĩa (phía nam).
Ngày 26 tháng 12 năm 1991, tách tỉnh Cửu Long, các xã thuộc tỉnh Vĩnh Long cho đến nay

## Hành chính
Xã Hiếu Nhơn được chia thành 8 ấp: Hiếu Hòa A, Hiếu Hòa B, Hiếu Minh B, Hiếu Minh A, Hiếu Thủ, Ngã Chánh, Ngã Hậu, Ngã Phú.

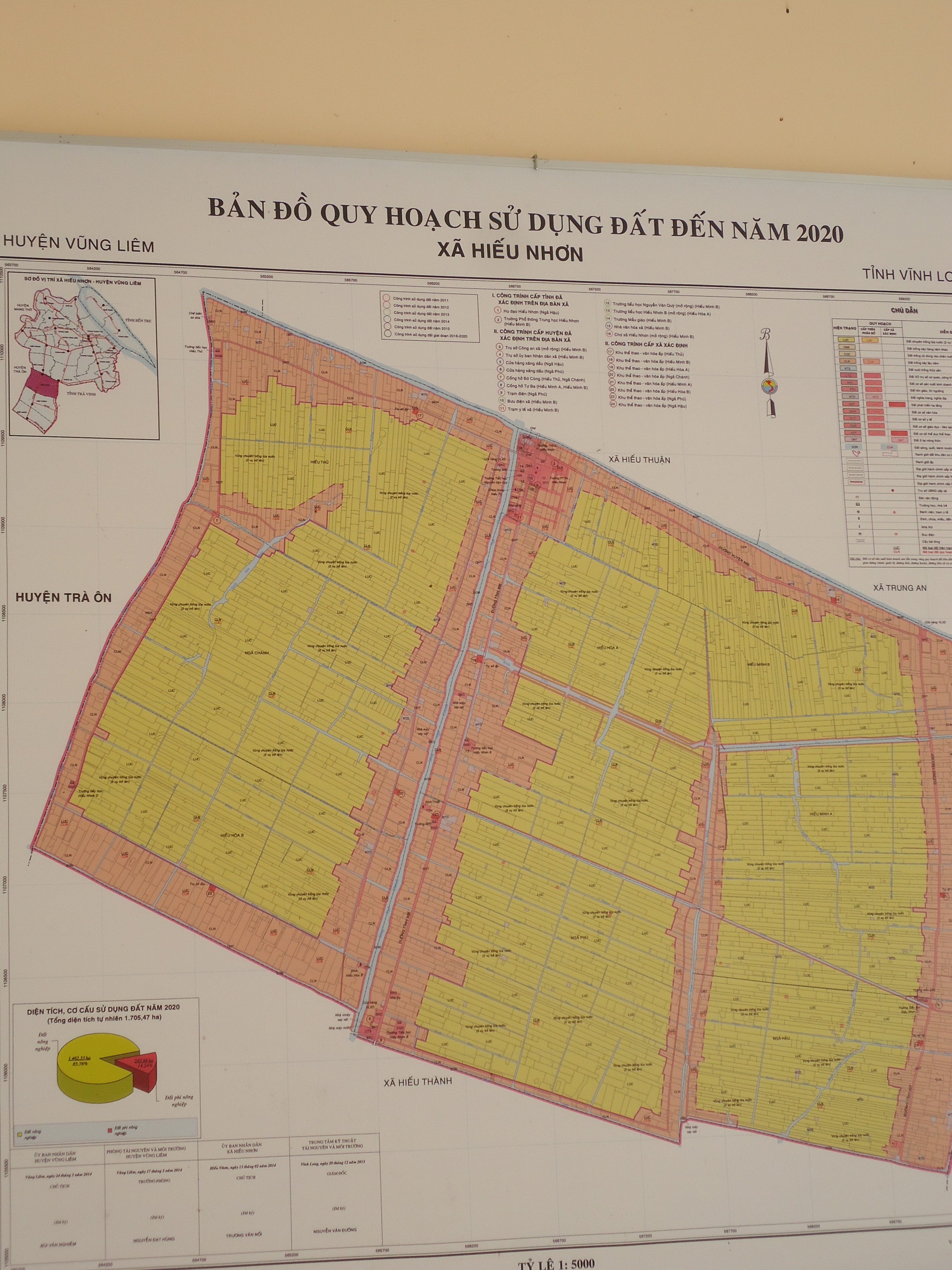
Bản đồ quy hoạch sử dụng đất của xã

## Kinh tế - xã hội

### Kinh tế

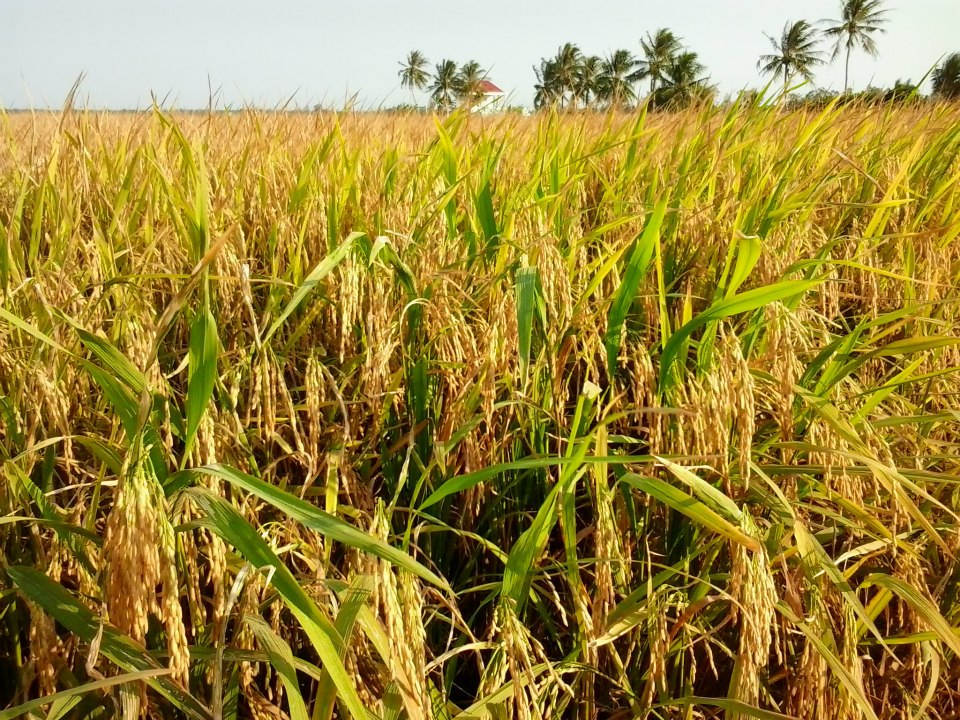
Ruộng Lúa ấp Hiếu Hòa A

Là một xã thuần nông, sản xuất lúa gạo là chính. Bên cạnh sản xuất lúa gạo, xã còn có các vườn cây ăn quả, gồm các loại trái cây đặc thù của vùng như sầu riêng, cam sành và bưởi da xanh. Ngoài ra, các nghề thủ công nghiệp và thương nghiệp của xã cũng tương đối phát triển. Xã có một chợ nông thôn là trung tâm buôn bán, giao lưu hàng hóa với các xã lân cận.

### Xã hội

#### Giáo dục
Xã có một Trường THCS và THPT, hai trường tiểu học (Nguyễn Văn Quỳ và Hiếu Nhơn B) trong đó có trường Nguyễn Văn Quỳ đạt chuẩn quốc gia mức độ 2, và một trường Mẫu giáo xã.
Trường THCS và THPT Hiếu Nhơn (trước đây Trung học Cấp 2-3 Hiếu Nhơn) là một trong 4 trường có bậc giáo dục phổ thông của huyện. Nơi học tập của các em thuộc địa bàn các xã lân cận trong huyện và huyện Trà Ôn, Tam Bình.Trường THCS và THPT Hiếu Nhơn hàng năm tuyển sinh lớp 6 và lớp 10 các xã lân cận (Trung An, Hiếu Thành, Xuân Hiệp, Hiếu Thuận...). Chất lượng giáo dục ngày càng được nâng lên, đội ngũ giáo viên nhiệt tình, nhiều năm làm công tác giảng dạy, có trình độ cao.Năm 2003 được Sở GD và UBND Tỉnh cấp phép mở thêm trường cấp 2 và cấp 3 (trước kia chỉ có THCS) học sinh phải vượt hàng chục km để ra học trường Hiếu Phụng hoặc vào trường Hựu Thành (Trà Ôn).

#### Y tế
Xã vừa được xây mới trạm y tế xã, là nơi chăm sóc sức khỏe ban đầu cho nhân dân xã.

## Văn hóa

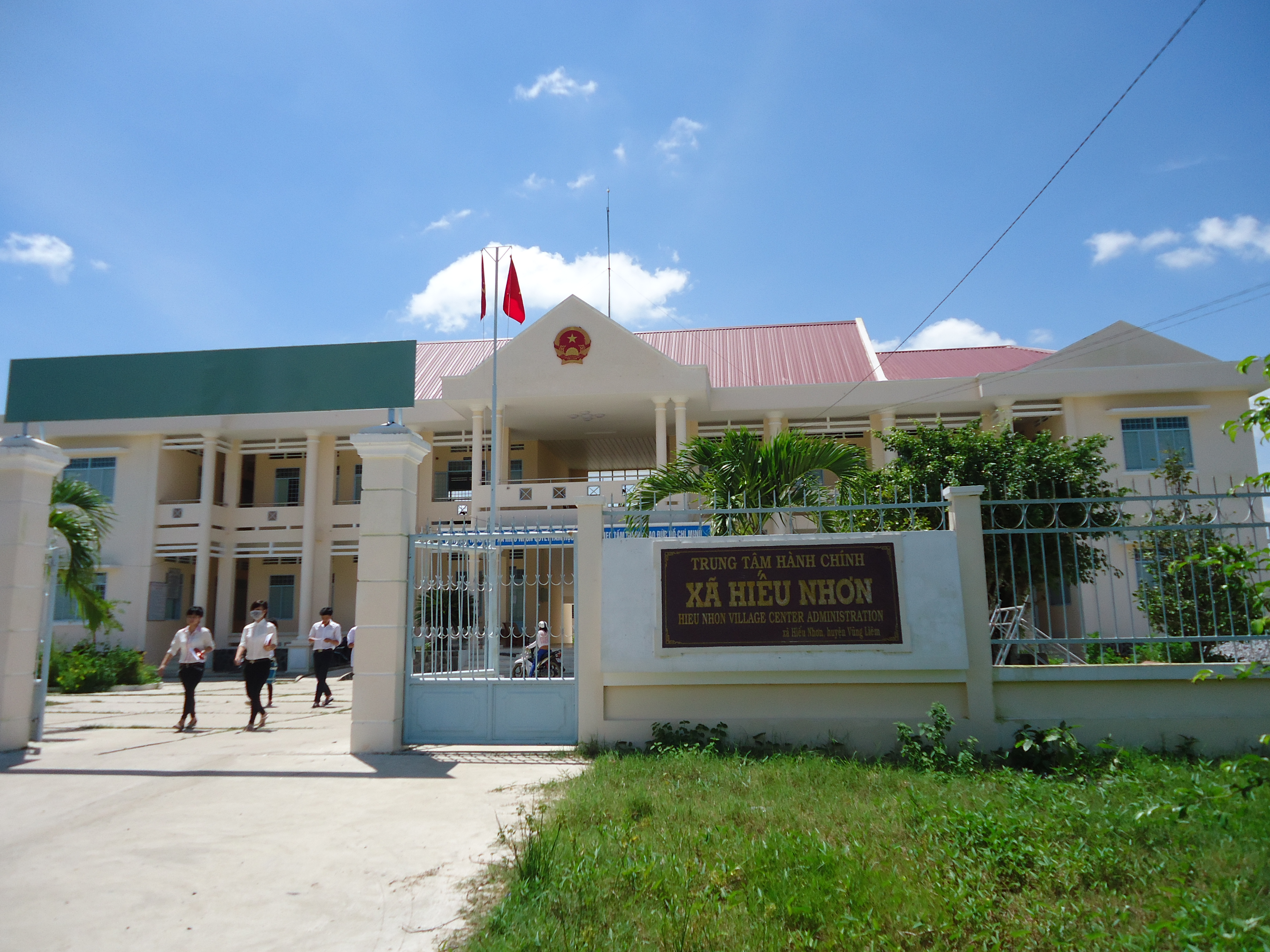
Trung tâm hành chính mới

### Nhà văn hóa
Hiện nay do thiếu quỹ đất nên xã vẫn chưa có điều kiện xây dựng nhà văn hóa xã vì vậy trường trung học cấp 2-3 Hiếu Nhơn và trụ sở hành chính xã là nơi tổ chức các sự kiện cũng như nơi sinh hoạt văn hóa, thể dục, thể thao hàng ngày của xã.

### Sân bóng đá
Trước đây xã có 1 bóng đá lớn rộng hơn 7000 mét vuông như do quy hoạch nên phải nhường chỗ cho trung tâm hành chính mới của xã, dự kiến chính quyền sẽ xây dựng lại sân bóng ở nơi khác trong tương lai gần.

### Tín ngưỡng Tôn giáo

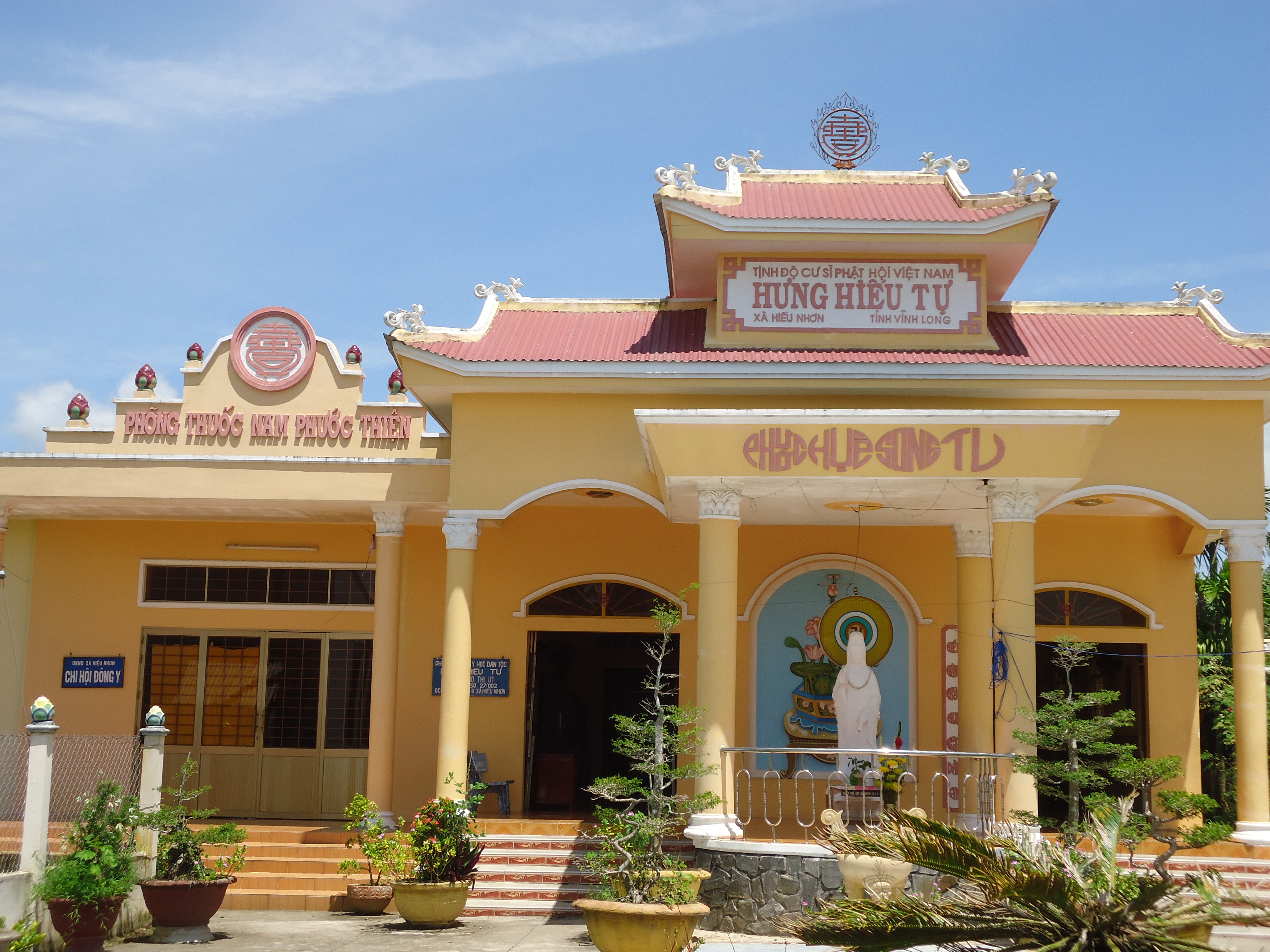
Hưng Hiếu Tự

Đa phần dân cư theo tín ngưỡng Phật giáo.
Tôn giáo chính trong xã là Phật giáo, Tín ngưỡng dân gian, thờ mẫu và Thiên chúa giáo,
Xã có một ngôi chùa tịnh độ cư sĩ chuyên hốt thuốc nam chữa trị cho bà con có tên là Hưng Hiếu Tự.
Một Cung Địa Mẫu nằm cạnh chùa.
Một miễu bà chúa Xứ.
Tín đồ Thiên chúa giáo thuộc Họ đạo Hiếu Nhơn có nhà thờ họ nằm ở xã Hiếu Thuận và khu đất thánh của họ đạo nằm ở ấp Hiếu Thủ, xã Hiếu Nhơn.

## Giao thông

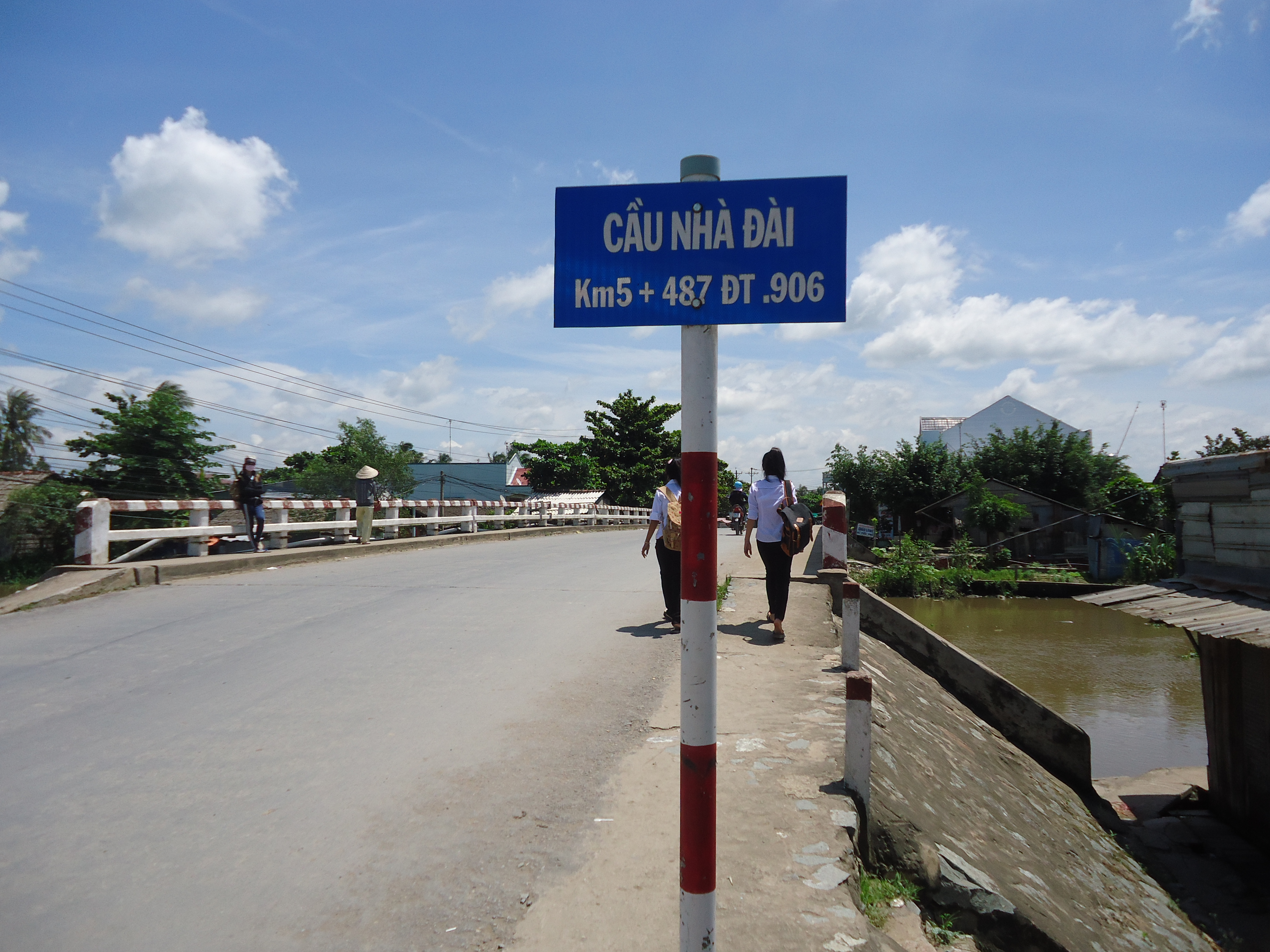
cầu Nhà Đài trên tỉnh lộ 906 bắt qua sông Nhà Đài

Là một xã giáp ranh giữa tỉnh Vĩnh Long và Trà Vinh, xã có tỉnh lộ 906 đi qua nối liền quốc lộ 53 và quốc lộ 54, thuận lợi cho giao lưu kinh tế giữa Vũng Liêm với Trà Ôn, Cầu Kề. Hệ thống đường giao thông liên ấp đảm bảo giao thông thông suốt trong mùa mưa đến trung tâm xã.
Kênh rạch chằng chịt cũng góp phần phát triển giao thông thủy cho xã giúp lưu thông hàng hóa, nông sản đi xa đến khắp nơi.